# Kesamiran
Kesamiran is een bestuurslaag in het regentschap Tegal van de provincie Midden-Java, Indonesië. Kesamiran telt 2374 inwoners (volkstelling 2010).